# Ramón Sánchez-Parodi Montoto
Ramón Sánchez-Parodi Montoto (sinh ngày 25 tháng 9 năm 1938 tại Consolación del Sur, Pinar del Río, Cuba - mất ngày 11 tháng 12 năm 2024) là nhà ngoại giao và nhà văn người Cuba. Sánchez-Parodi từng là Trưởng Văn phòng Lợi ích Cuba đầu tiên tại Washington, D.C. từ tháng 9 năm 1977 đến tháng 4 năm 1989. Về sau, ông giữ chức Thứ trưởng Bộ Ngoại giao (1989–1994) và Đại sứ tại Brasil (1994–2000). Ông hiện là Trưởng phòng Quan hệ Quốc tế tại Cơ quan Hải quan Cuba kiêm thêm nghề viết văn làm báo.

## Tác phẩm
- Ramón Sánchez-Parodi, Relaciones Cuba-Estados Unidos, 1977–1988; Instituto Matías Romero de Estudios Diplomáticos, 1988.
- Ramón Sánchez-Parodi, José Martí y Eloy Alfaro: luchadores inclaudicables por la libertad de nuestra América; Escuela de Liderazgo y Oratoria "Fidel Castro", 2003.